# Усачёв, Захарий Никитович
Захарий Никитович Усачёв (18 сентября 1897, с. Скородное, Тульская губерния, Российская империя — 14 марта 1982, Москва, СССР) — советский военачальник, генерал-майор (21.05.1942).

## Биография
Родился 18 сентября 1897 года в селе Скородное, ныне Верховского района Орловской области в крестьянской семье. Русский. В 1911 году окончил сельскую школу.

## Семья
Сестры: Усачёва Наталья Никитична, Усачёва Прасковья Никитична.
Племянники: Евсюкова Екатерина Титовна, Евсюков Григорий Титович (дети сестры Натальи)
Племянники:Гайдукова Александра Климентьевна,Токарева Мария Климентьевна,Токарева Александр Климентьевич, Петрухненко Анна Климентьевна (дети сестры Прасковьи).

## Военная служба

#### Первая мировая война
В мае 1916 года призван на военную службу и зачислен рядовым в 1-й запасной саперный батальон в городе Харьков. В январе 1917 года направлен на Западный фронт, где воевал подрывником в 33-м инженерном полку. После Октябрьской революции был избран секретарем ротного и членом полкового комитетов солдатских депутатов. По демобилизации в конце февраля 1918 года вернулся на родину.

#### Гражданская война
В апреле 1918 года добровольно вступил в РККА в 1-й советский Орловский полк, где проходил службу красноармейцем, отделенным командиром, старшиной саперной команды. В июле того же года из полка был выделен отряд для подавления Ливенского восстания. По возвращении с боевых действий в городе Орел отряд влился в формируемый 2-й советский Орловский полк, а Усачев назначен в нём старшиной саперной команды (прежний полк ранее был направлен на Восточный фронт). В январе 1919 года убыл с полком на Западный фронт. По прибытии полк был переименован в 31-й стрелковый и вошел в состав 11-й бригады 4-й стрелковой дивизии 15-й армии. В его составе Усачев помощником командира и командиром взвода участвовал в боях против польско-литовских и латышских легионов. Член РСДРП(б), затем ВКП(б) с 1919 года. В конце февраля 1920 года был командирован в Петроград на формируемые 5-е Петроградско-Черкасские пехотные курсы комсостава. После укомплектования они были переведены в Полтаву и переименованы в 29-е пехотные Полтавские курсы. В их составе курсантом принимал участие в боях по ликвидации банды Белинского, а также против вооруженных формирований Н. И. Махно в Херсонской и Екатеринославской губерниях. Затем с курсантской бригадой убыл на Юго-Западный фронт, где воевал с белополяками и белогвардейскими войсками генерала П. Н. Врангеля. По возвращении с фронта в марте 1921 года курсы были переименованы в 14-ю пехотную Полтавскую школу РККА.

#### Межвоенные годы
В сентябре 1922 года окончил эту школу и назначен в 67-й стрелковый Купянский полк 23-й Харьковской стрелковой дивизии, где проходил службу командиром взвода и роты. В декабре 1923 года командирован в Киевскую объединённую школу комсостава. Здесь он проучился до октября 1924 года, после чего был направлен на курсы «Выстрел». По завершении учёбы в сентябре 1925 года вернулся в 67-й стрелковый Купянский полк на прежнюю должность. В декабре 1927 года переведен курсовым командиром в Одесскую пехотную школу комсостава. В сентябре 1931 года зачислен слушателем в Военную академию РККА им. М. В. Фрунзе. В марте 1936 года окончил основной факультет академии по 1-му разряду и был командирован 2-м отделом Генштаба Красной армии в МНР. Здесь он был инструктором по огневой и тактической подготовке в школе среднего комсостава Монгольской народно-революционной армии, одновременно и. д. инструктора по снабжению МНРА и инструктора отдельного кавалерийского полка. В период боев на реке Халхин-Гол полковник Усачев и. д. инструктора тыла по материальному обеспечению кавалерийского корпуса МНРА, а также занимался обеспечением мясом всей действующей армейской группировки. За бесперебойную доставку боеприпасов и других видов материальных средств в ходе боевых действий он был награждён медалью «За отвагу» и монгольским орденом «Полярная Звезда» (1939).
По окончании боевых действий в октябре 1939 года он был направлен в СКВО на должность командира 711-го стрелкового полка 160-й стрелковой дивизии в городе Астрахань. В феврале 1940 года полковник Усачев Военным советом округа переведен в город Ейск на должность командира 875-го стрелкового полка 158-й стрелковой дивизии. В 1941 года за отличную боевую подготовку полка он был награждён орденом «Знак Почета». С декабря 1940 года командовал 424-м резервным стрелковым полком этого же округа в городе Ворошиловск. В апреле 1941 года он был назначен заместителем командира 207-й стрелковой дивизии, находившейся на формировании в городе Фролово Сталинградской области. В мае убыл с ней в КОВО в городе Овруч. По прибытии дивизия была расформирована, а на её базе сформирована авиадесантная бригада. При передаче последней в июне полковник Усачев был назначен заместителем командира 195-й стрелковой дивизии.

#### Великая Отечественная война
С первых дней войны заместитель командира и начальником штаба 195-й стрелковой дивизии в составе 5-й армии Юго-Западного фронта принимал участие в приграничном сражении, затем в Киевской оборонительной операции. В конце августа 1941 года полковник Усачев был отозван в ГУК НКО и направлен затем в Приволжский военный округ на должность командира 358-й стрелковой дивизии. С 15 сентября формировал её в городе Бугуруслан. В декабре 1941 года дивизия была переброшена в город Подольск, где вошла в состав Московской зоны обороны. С 1 по 9 января 1942 года она была передислоцирована на Северо-Западный фронт в район озера Селигер в состав 4-й ударной армии. В январе — феврале 1942 года дивизия в её составе участвовала в Демянской и Торопецко-Холмской наступательных операциях (с 22 января 1942 года вела боевые действия на Калининском фронте). Её части наступали вплоть до рубежа город Велиж — город Демидов, после чего перешли к обороне. Особенно отличилась дивизия в боях за районный центр Всходы, где был уничтожен усиленный полк немцев и убито более 1200 солдат и офицеров врага. За умелое командование дивизией в этой операции Усачев был награждён орденом Красного Знамени и ему было присвоено воинское звание генерал-майор.
С 3 июня 1943 года Усачев был зачислен в резерв Калининского фронта, затем назначен командиром 262-й стрелковой дивизии, входившей в состав 43-й армии (вступил в должность с 26 июня). До 15 сентября её части вели оборонительные бои на подступах к городу Демидов, затем участвовали в Духовщинско-Демидовской наступательной операции. За отличия в боях по освобождению города Демидов приказом Верховного главнокомандующего от 22 сентября 1943 года дивизии было присвоено наименование «Демидовская», а её командир генерал-майор Усачев награждён вторым орденом Красного Знамени. В октябре — ноябре 1943 года её части в составе 1-го стрелкового корпуса той же армии успешно вели наступательные бои на витебском направлении, затем до июня 1944 года находились в обороне на ближних подступах к Витебску. С 15 декабря 1943 года дивизия вела оборонительные бои в том же районе, находясь в подчинении 39-й армии 1-го Прибалтийского, с 18 января 1944 года — Западного, а с 24 апреля — 3-го Белорусского фронтов. В июне 1944 года её части в ходе стратегической Белорусской наступательной операции вели бои по ликвидации окруженной витебской группировки противника (Витебско-Оршанская наступательная операция). За успешное выполнение заданий командования в этой операции 262-я стрелковая Демидовская дивизия была награждена орденом Красного Знамени (02.07.1944), а её командир генерал-майор Усачев — орденом Суворова 2-й степени. В дальнейшем она успешно действовала в Вильнюсской, Каунасской и Мемельской наступательных операциях. За образцовое выполнение заданий командования в боях за овладение городом Каунас (Ковно) дивизия была награждена орденом Суворова 2-й степени (12.08.1944). Затем с января 1945 года она в составе 39-й армии 3-го Белорусского фронта в ходе Восточно-Прусской, Инстербургско-Кенигсбергской наступательных операций вела наступление в общем направлении на Тильзит. В феврале — марте её части в составе той же армии 1-го Прибалтийского фронта, затем Земландской группы войск занимали оборону северо-западнее Кенигсберга. В апреле они принимали участие в Земландской и Кенигсбергской наступательных операциях, в овладении городами Кенигсберг и Фишхаузен (Приморск).

#### Советско-японская война
В мае — июне 1945 года дивизия была переброшена на территорию Монголии в город Чойбалсан, а оттуда совершила 400-километровый марш и сосредоточилась южнее района Тамцык-Булак. В августе 1945 года она в составе той же 39-й армии Забайкальского фронта принимала участие в Маньчжурской, Хингано-Мукденской наступательных операциях. Приказом ВГК от 20 сентября 1945 года 262-й стрелковой дивизии, отличившейся в боях против японских войск на Дальнем Востоке при прорыве Маньчжуро-Чжалайнорского укрепленного района, преодолении горного хребта Большой Хинган, было присвоено наименование «Хинганская», а генерал-майор Усачев за эту операцию награждён орденом Кутузова 2-й степени.
За время двух войн комдив Усачев был пять раз персонально упомянут в благодарственных в приказах Верховного Главнокомандующего.

#### Послевоенное время
В августе — сентябре 1946 года дивизия была расформирована в городе Порт-Артур, а генерал-майор Усачев направлен в распоряжение Управления кадров Сухопутных войск. В январе 1947 года он был назначен военкомом Западно-Казахстанского областного военкомата Юж.-УрВО. В июне 1950 года освобожден от должности и зачислен в распоряжение ГУК, затем в сентябре назначен заместителем командира 180-й стрелковой Киевской Краснознаменной орденов Суворова и Кутузова дивизии ОдВО. В ноябре 1951 года переведен на ту же должность в 59-ю гвардейскую стрелковую дивизию этого же округа в городе Тирасполь. В июле 1952 года освобожден от должности по состоянию здоровья и в январе 1953 года назначен начальником военной кафедры Азово-Черноморского сельскохозяйственного института. 26 ноября 1955 года гвардии генерал-майор Усачев уволен в запас.
Проживал в Москве. Скончался 14 марта 1982 года. Похоронен на Востряковском кладбище в Москве.

## Награды
СССР
- орден Ленина (21.02.1945[6][7])
- четыре ордена Красного Знамени (30.01.1943[8], 24.09.1943[9], 03.11.1944[7][10], 24.06.1948[7])
- орден Суворова II степени (03.07.1944)[11]
- два ордена Кутузова II степени (02.01.1945[12], 31.08.1945[13])
- орден Красной Звезды (28.10.1967)[14]
- орден «Знак Почета» (22.02.1941)[9]
  - медали в том числе:
  - медалью «За отвагу» (??.12.1939)[9]
  - «XX лет Рабоче-Крестьянской Красной Армии» (1938)[9]
  - «За оборону Москвы» (13.02.1945)[15]
  - «За победу над Германией в Великой Отечественной войне 1941—1945 гг.» (1945)
  - «За победу над Японией» (1945)
  - «За взятие Кенигсберга» (1945)
  - «Ветеран Вооружённых Сил СССР» (1976)
- знак «50 лет пребывания в КПСС»

Приказы (благодарности) Верховного Главнокомандующего в которых отмечен З. Н. Усачёв.
- За овладение штурмом одним из мощных узлов обороны немцев городом Демидов. 22 сентября 1943 года № 21
- За овладение штурмом крупным областным центром Белоруссии городом Витебск — важным стратегическим узлом обороны немцев на западном направлении. 26 июня 1944 года. № 119.
- За овладение мощными опорными пунктами обороны противника — Ширвиндт, Наумиестис (Владиславов), Виллюнен, Вирбалис (Вержболово), Кибартай (Кибарты), Эйдткунен, Шталлупенен, Миллюнен, Вальтеркемен, Пиллюпенен, Виштынец, Мелькемен, Роминтен, Гросс Роминтен, Вижайны, Шитткемен, Пшеросьль, Гольдап, Филипув, Сувалки на территории Восточной Пруссии. 23 октября 1944 года № 203.
- За овладение штурмом городами Восточной Пруссии Тильзит, Гросс-Скайсгиррен, Ауловёнен, Жиллен и Каукемен — важными узлами коммуникаций и сильными опорными пунктами обороны немцев на кёнигсбергском направлении. 20 января 1945 года. № 235.
- За овладение Маньчжурией, Южным Сахалином и островами Сюмусю и Парамушир из группы Курильских островов, главным городом Маньчжурии Чанчунь и городами Мукден, Цицикар, Жэхэ, Дайрэн, Порт-Артур. 23 августа 1945 года. № 372

Других государств
- орден «Полярная Звезда» (МНР, 1939)[9]

Почётный гражданин
- города Демидов (Россия)
- города Велиж (Россия)
- города Укмерге (Литва)
- города Юрбаркас (Литва)